# Linnaemya brincki
Linnaemya brincki là một loài ruồi trong họ Tachinidae.